# Seefelder Plateau
Koordinaten: 47° 20′ N, 11° 12′ O
Das Seefelder Plateau ist eine mittelgebirgsartige Tal- und Beckenlandschaft in den Nordtiroler Kalkalpen rund 500 m oberhalb des Inntals in Tirol, welche die Talkessel um Seefeld in Tirol und Scharnitz sowie das Leutaschtal umfasst.

## Geographische Lage
Das Seefelder Plateau erstreckt sich vom Zirler Berg nach Norden. Es liegt auf einer Höhe von rund 1200 m ü. A. in den Nordtiroler Kalkalpen zwischen dem Wettersteingebirge im Nordwesten, dem Mieminger Gebirge im Westen und dem Karwendel im Osten. Der auf dem Plateau südlich von Seefeld gelegene Seefelder Sattel (1185 m ü. A.) bildet eine Talwasserscheide, nördlich davon entwässert das Plateau zur Isar, südlich zum Inn.

## Geologie und Flora

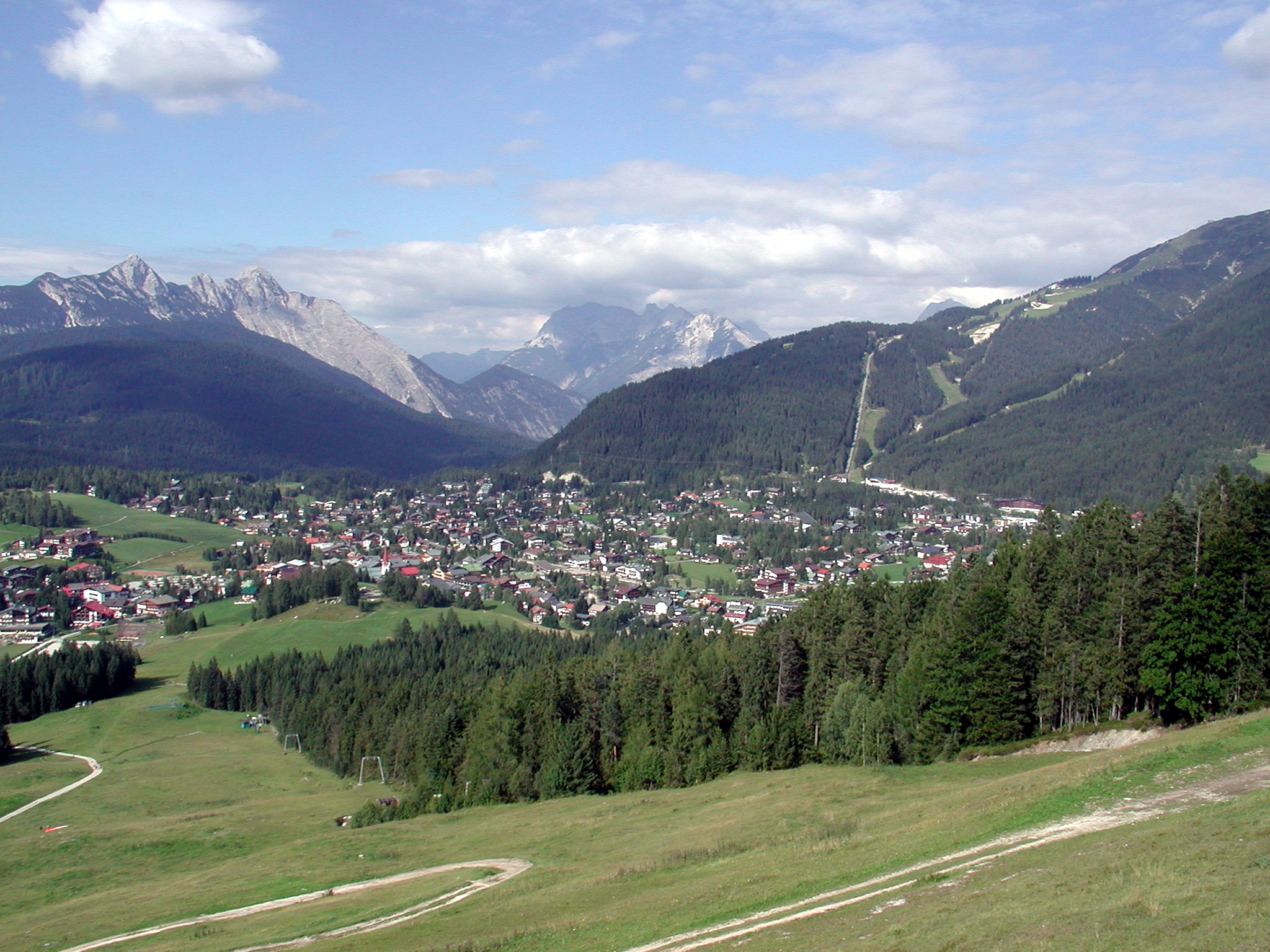
Blick vom Gschwandtkopf Richtung Nordosten auf Seefeld

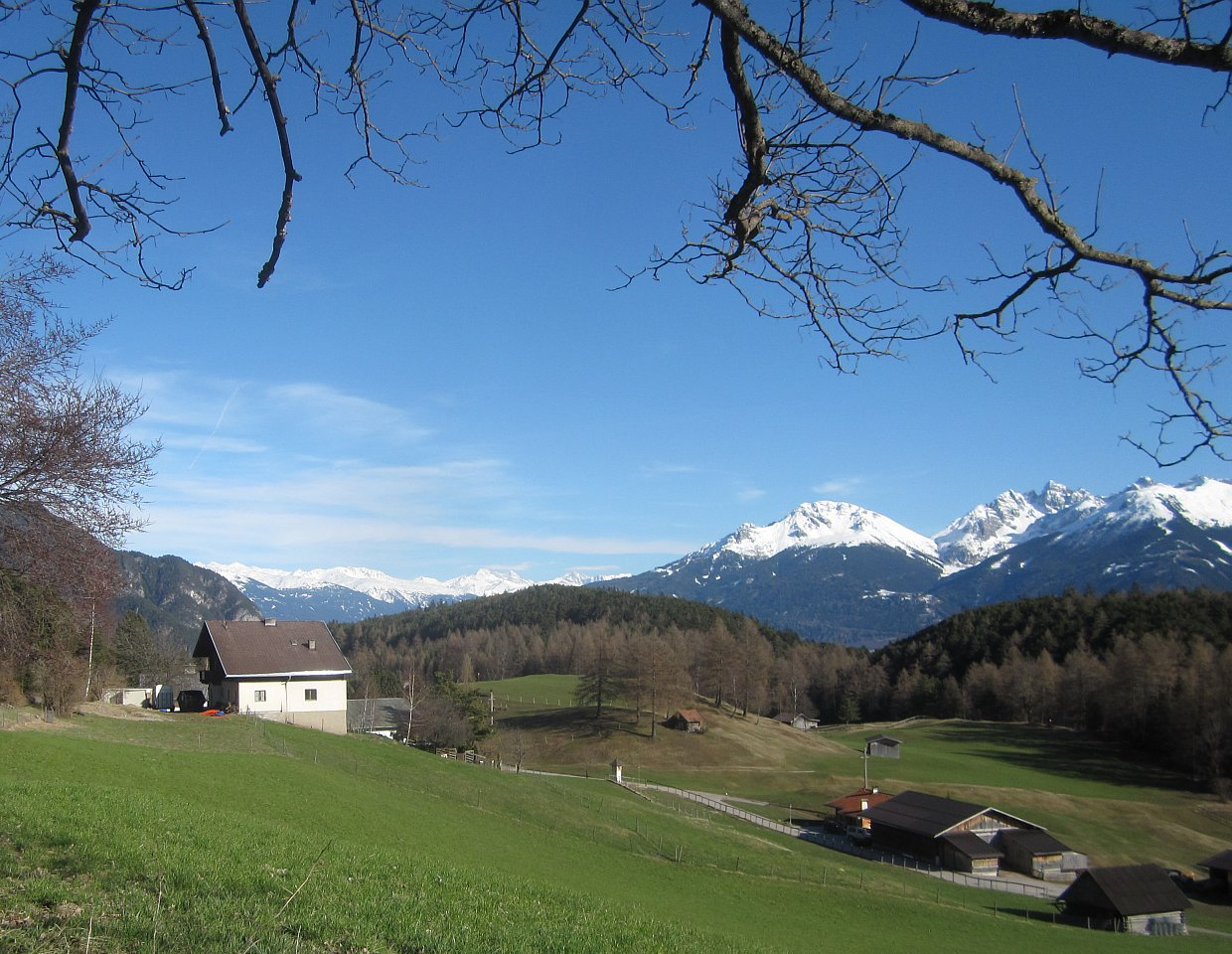
Blick von Leithen zum Zirler Berg (mittig; bewaldet)

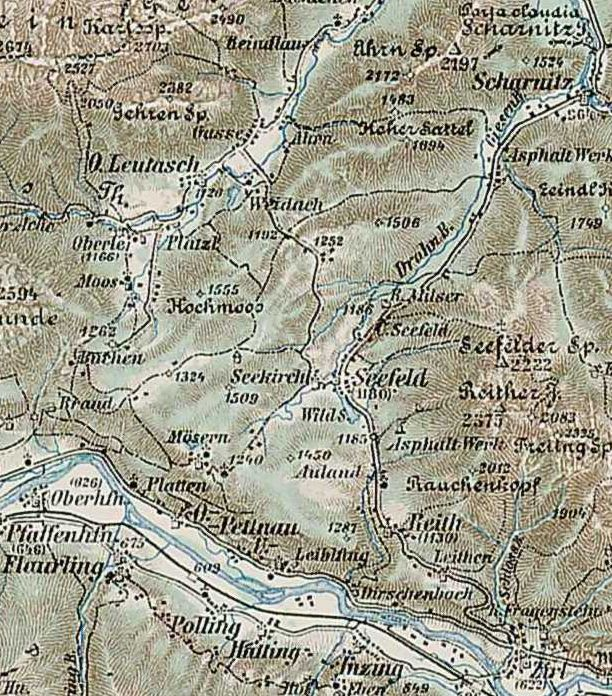
Seefelder Plateau in der Generalkarte von 1898/1905

Die dominierenden Gesteine des Seefelder Plateaus sind Wettersteinkalk und Hauptdolomit mit stellenweise eingesprengtem bituminösem Schiefer. Ein Arm des eiszeitlichen Inn-Gletschers hat etliche Wannen ausgehobelt und hinterließ Seen wie den Wildsee, den Möserer See oder den Wildmoossee sowie zahlreiche Hochmoore wie das Reither Moor, die durch die Verlandung von Seen entstanden sind.
Das Plateau liegt in der montanen Höhenstufe. An den Hängen finden sich Tannen-Buchenwälder mit beigemischten Fichten. Die Talsohle ist stark vom Menschen überformt, außerhalb der Ortschaften überwiegen Wiesen vom Typ der Glatthaferwiesen, die als Mähwiesen oder Weiden genutzt werden.

## Wirtschaft und Verkehr
Mit rund 1,74 Millionen Nächtigungen pro Jahr, zu gleichen Teilen im Winter und im Sommer (Stand 2013), ist der Tourismus der mit Abstand wichtigste Wirtschaftszweig des Seefelder Plateaus. Die Region hat sich zu einem Zentrum des nordischen Skisports entwickelt und war Austragungsort der nordischen Bewerbe der Olympischen Winterspiele 1964 und 1976, der Nordischen Ski-WM 1985 und 2019 sowie weiterer Großveranstaltungen. Im Sommer ist das Karwendel ein Anziehungspunkt für Wanderer und Mountainbiker.
Das Plateau ist durch die über den Seefelder Sattel führende Seefelder Straße (B 177) und weitere Landesstraßen sowie durch die Karwendelbahn erschlossen.

## Planungsverband
Das Seefelder Plateau ist relativ dicht besiedelt. Die Gemeinden Leutasch, Scharnitz, Seefeld in Tirol und Reith bei Seefeld bilden den Planungsverband Seefelder Plateau des Landes Tirol mit 9180 Einwohnern (Stand 1. Jänner 2024) und einer Fläche von 300,44 km², davon 6,8 % Dauersiedlungsraum. Als Tourismusregion werden die vier Gemeinden zusammen mit den Telfer Ortschaften Mösern und Buchen unter dem Namen Olympiaregion Seefeld vermarktet.